# 2011 LJ29
2011 LJ29 est un objet transneptunien de la ceinture de Kuiper, faisant partie des cubewanos.  

## Caractéristiques
2011 LJ29 mesure environ 240 km de diamètre.